# The Black and White Album
The Black and White Album är den svenska rockgruppen The Hives fjärde studioalbum, utgivet den 17 oktober 2007.
Albumet blev som bäst fyra på den svenska albumlistan. Det nådde 29:e plats på UK Albums Chart och 65:e på Billboard 200.

## Låtlista
1. "Tick Tick Boom" - 3:25
2. "Try It Again" - 3:30
3. "You Got It All... Wrong" - 2:42
4. "Well All Right!" - 3:29
5. "Hey Little World" - 3:23
6. "A Stroll Through Hive Manor Corridors" - 2:39
7. "Won't Be Long" - 3:46
8. "T.H.E.H.I.V.E.S." - 3:39
9. "Return the Favour- 3:10
10. "Giddy Up!" - 2:51
11. "Square One Here I Come" - 3:10
12. "You Dress Up for Armageddon" - 3:10
13. "Puppet on a String" - 2:55
14. "Bigger Hole to Fill" -  3:38